# Movita Castaneda

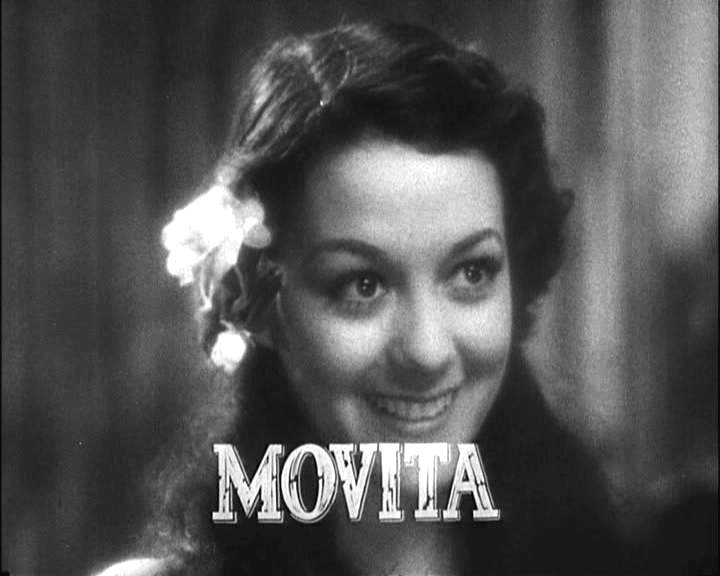
Movita Castaneda i trailern för Myteri (1935).

Maria "Movita" Castaneda, född 12 april 1916 i Nogales, Arizona, död 12 februari 2015 i Los Angeles, Kalifornien, var en amerikansk skådespelare. Hon var kanske mest känd som Marlon Brandos andra hustru (1960–1962). Som skådespelare medverkade hon bl.a. i Myteri (1935).
Med Marlon Brando fick Castaneda barnen Miko Castaneda Brando (född 1961) och Rebecca Brando Kotlinzky (född 1966). Efter uppbrottet med Brando hade Castaneda ett förhållande med låtskrivaren Jim Ford.

## Filmer
- 1933 Flying Down to Rio
- 1935 Mutiny on the Bounty
- 1936 Captain Calamity
- 1937 Paradise Isle
- 1938 Rose of the Rio Grande
- 1948 Fort Apache